# 亞羅梅日

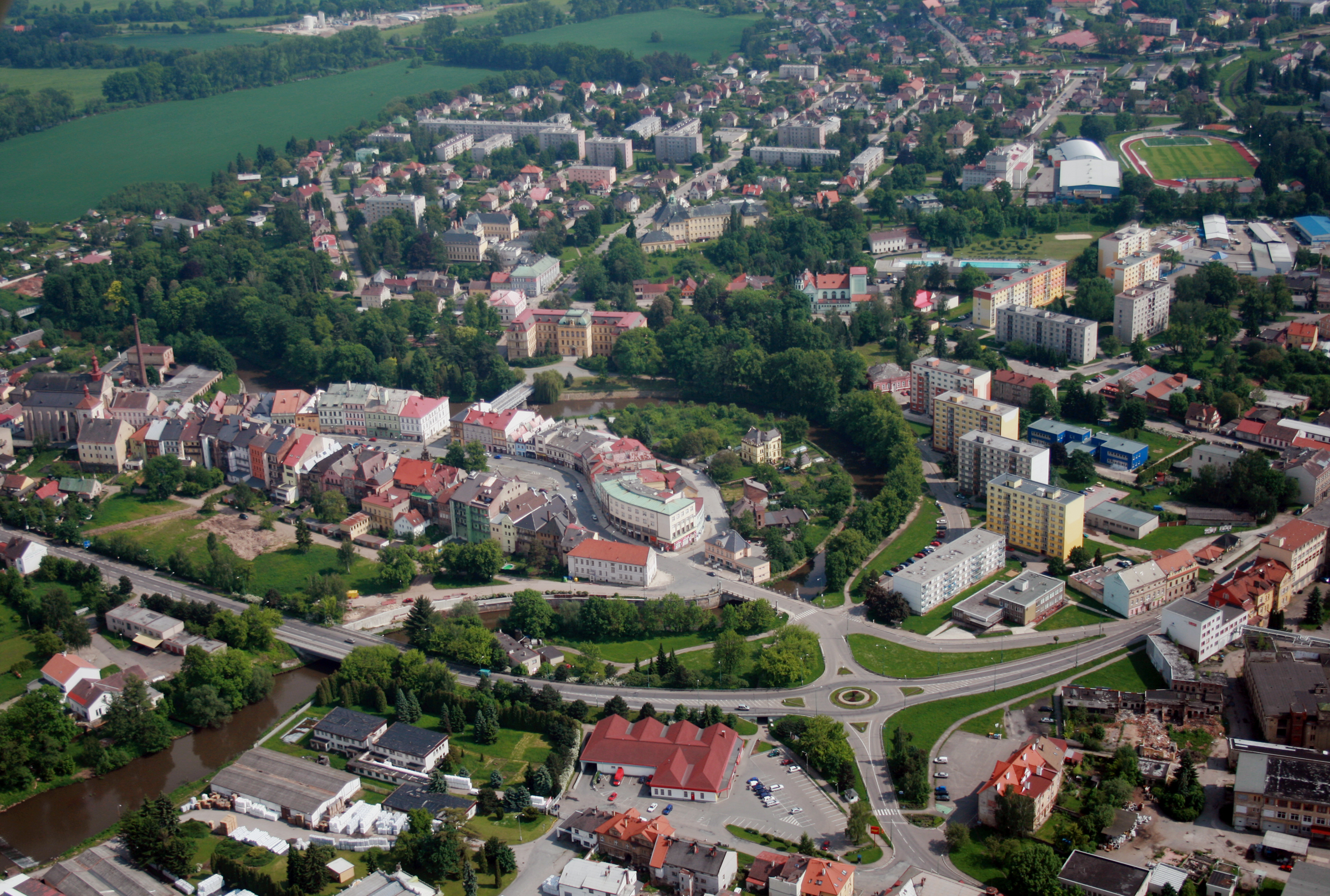

亞羅梅日是捷克的城鎮，位於該國北部易北河畔，由赫拉德茨-克拉洛韋州負責管轄，始建於十一世紀，面積23.95平方公里，海拔高度254米，2012年人口達到12,618。